# Stary Gaj (gmina Mogilno)
Stary Gaj – osada w Polsce położona w województwie kujawsko-pomorskim, w powiecie mogileńskim, w gminie Mogilno.
W latach 1975–1998 miejscowość należała administracyjnie do województwa bydgoskiego.